# Lamasar

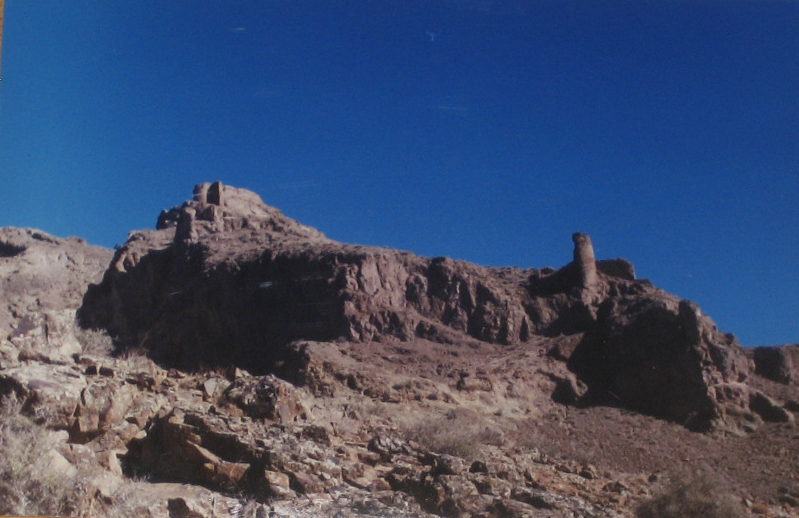
Die Festungsruine Lamasar

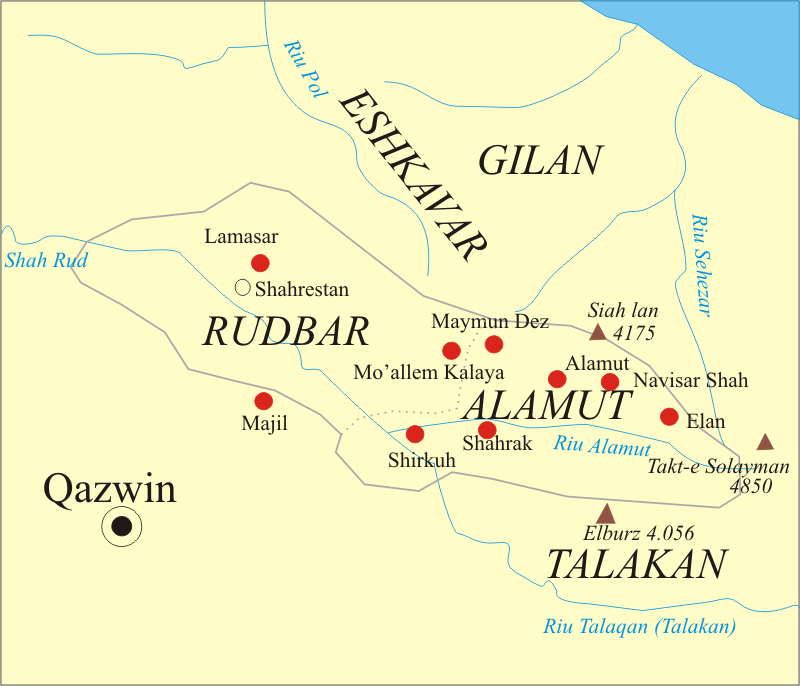

Lamasar (persisch لمبسر oder لمسر) war wahrscheinlich die am stärksten befestigte Bergfestung des Staates Nizari Isma'ili. Die Festung liegt im zentralen Elburs-Gebirge, südlich des Kaspischen Meeres, etwa 120 km vom heutigen Teheran, Iran, entfernt. Lambsar liegt nordöstlich des Dorfes Razmian, dem zentralen Bezirk von Rudbar-e Schahrestan.
Lamasar liegt in der Nähe von Alamut und schützte es. Lamasar war die größte unter den Nizariten Festungen – ihr Grundriss war etwa 192 × 440 Meter.
Die Zisternen Lamasars verfügen über eine Gesamtkapazität von mehr als 400.000 Liter.

## Geschichte
Kiya Buzurg-Umid eroberte Lamasar 1096 (oder 1102) von Rasāmūj und wurde deren Kommandant, bis er der Nachfolger von Hasan-i Sabbāhs wurde. Buzurg-Umid baute die Befestigungen aus. Er baute Zisternen, Gebäude und Gärten.
Die Seldschuken belagerten die Festung mehrmals.
Die Herrschaft der Assassinen von Lamasar wurde erst 1257 nach einem Cholera-Ausbruch durch den Mongolen-Khan Hülegü beendet.